# Ikuta Toma
Ikuta Toma (生田 斗真 Sinh Điền Ẩu Chân) là một diễn viên, thành viên của Johnny's Jr. nằm dưới sự điều hành của Johnny & Associates. Anh nổi tiếng có một mối quan hệ thân thiết với Yamashita Tomohisa, cũng là một nghệ sĩ của Johnny & Associates.

## Sự nghiệp
Anh bắt đầu sự nghiệp của mình từ loạt chương trình có tên Tensai Terebi kun. Sau đó, anh đã gia nhập Johnny's Jr của Johnny Entertainment vào tháng 2 năm 1996.
Sau đó, anh cùng 3 người sau này là thành viên của Arashi là Matsumoto Jun, Aiba Masaki và Ninomiya Kazunari thành lập nhóm nhạc có tên M.A.I.N. Sau khi Arashi ra mắt năm 1999, anh lại cùng Yamashita Tomohisa của NEWS và Tanaka Koki của KAT-TUN thành lập nhóm có tên B.I.G. Không lâu sau đó, các thành viên của nhóm đã tách ra để làm việc một mình hoặc với các nhóm khác.
Vào năm 2007, bộ phim truyền hình mùa hè của đài truyền hình Fuji - Hanakazari no Kimitachi e: Ikemen~ Paradise~ (viết tắt: Hana Kimi), với nhiều sự bàn luận về tính chất bẻ cong giới tinh của phim. có lẽ chính là sự đột phá lớn nhất của Ikuta Toma trong làng giải trí Nhật Bản. Vai Nakatsu Shuichi trong phim Hanazakari no Kimitachi e, đem lại cho anh Giải thưởng Nam diễn viên phụ xuất sắc nhất năm đó. Sau vai diễn thành công của anh trong Hana Kimi, Ikuta Toma lại xuất hiện trên sân khấu khi anh đóng vai chính trong một vở kịch của Shakespearean, The Two Gentlemen of Verona. Trong khi làm việc trong vở kịch này, Ikuta Toma cũng dự kiến sẽ tham gia một trong những bộ phim truyền hình mùa đông của đài truyền hình Fuji trong năm 2008, đó là phiên bản chuyển thể của bộ truyện tranh nổi tiếng của Umino Chika, Hachimitsu to Kuroba (tên tiếng Anh: Honey and Clover). Anh đảm nhận vai trò của Takemoto Yuta, một sinh viên kiến trúc có tài năng tầm thường đang gặp khó khăn trong một trường nghệ thuật và yêu ngay từ cái nhìn đầu tiên với cháu gái của giáo sư, Hanamoto Hagumi (do Narumi Riko thủ vai). Với vai diễn là một người quan sát thầm lặng nhưng không ngừng phát hiện ra các sự kiện của bộ phim cho khán giả, anh đã giành được một giải Nam diễn viên phụ xuất sắc nhất khác.
Anh hiện sẽ tham gia diễn xuất trong bộ phim điện ảnh được chuyển thể từ bộ truyện tranh Bokura Ga Ita. Phim dự kiến sẽ ra mắt vào mùa xuân năm 2012.

## Phim truyền hình
- 2010: Kyuukei no Kouya
- 2010: Unobore Deka (うぬぼれ刑事)
- 2009: Yonimo "Kim" yo na Monogatari
- 2009: Majo Saiban (魔女裁判)
- 2009: Inochi Naki Mono no Koe (ヴォイス)
- 2008: Maō (魔王)
- 2008: Hanazakari No Kimitachi E
- 2008: Hachimitsu to Clover (ハチミツとクローバー)
- 2007: Hanazakari No Kimitachi E
- 2007: Hana Yori Dango Returns
- 2006: アキハバラ＠DEEP
- 2005: Nemureru Mori no Shitai (眠れる森の死体)
- 2005: Asuka E, Soshite Mada Minu Ko E (飛鳥へ、そしてまだ見ぬ子へ)
- 2005: Dekabeya (六本木おかしな捜査班)
- 2004: Kinō Wa Tomo Kyō no Teki
- 2002: Engimono (演技者)
- 2002: Hito Ni Yasashiku (人にやさしく / ３ピース)
- 2001: ネバーランド
- 1998: ラブアンドピース
- 1997: あぐり